# 罗饶圣马尔通
罗饶圣马尔通（匈牙利語：Rózsaszentmárton）是匈牙利赫维什州所辖的一个村。总面积16.31平方公里，总人口2041，人口密度125.1人/平方公里（2011年1月1日）。